# Franco de Vaud

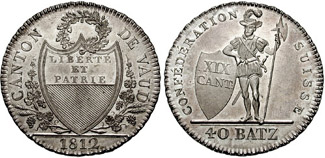
Moneda de 40 batz.

El franco fue la moneda del cantón suizo de Vaud entre 1798 y 1850. Se subdividía en 10 batz, cada una de estas fracciones constaba de 10 rappes.

## Historia
El franco suizo era la moneda de la República Helvética desde 1798. Pero este país dejó de acuñar moneda en 1803. En respuesta, el cantón de Vaud comenzó a emitir su propia moneda entre 1804 y 1834. En 1850, el franco suizo fue reintroducido, con una tasa de cambio de 1 ½ de francos suizos = 1 franco de Vaud.

## Monedas
Se acuñaron monedas en denominaciones de 1 y 2 ½ rappes, ½ y 1 batz, en vellón, y numismas de plata con valores de 5, 10, 20 y 40 batz.